# Opération Hoover
L'opération Hoover se déroula les 24 et 25 mai 2007 dans le district de Zhari (en) de la province de Kandahar. Des soldats afghans, canadiens et portugais (un millier en tout) attaquèrent les positions talibanes dans le but de les chasser de plusieurs villages. Un soldat canadien a été tué par un engin piégé,. Les pertes talibanes sont estimées entre 60 et 100 par l'OTAN.

## Source
- (en) Cet article est partiellement ou en totalité issu de l’article de Wikipédia en anglais intitulé « Operation Hoover » (voir la liste des auteurs).